# Caserne Riberpray
La caserne Riberpray, ou Pionier-Kaserne, est une ancienne caserne d’infanterie. Construite pendant l’annexion allemande en Lorraine, elle est située rue Belle-Isle à Metz.

## Contexte historique
Alors que Metz devient un point stratégique majeur de l’empire allemand, l’état-major allemand poursuit les travaux de fortification entamés sous le Second Empire. De nombreuses casernes sont construites pour abriter la garnison allemande qui oscille entre 15 000 et 20 000 hommes au début de la période, et dépasse 25 000 hommes avant la Première Guerre mondiale. Dans cette pépinière de généraux, se côtoient des Bavarois aux casques à chenille, des Prussiens et des Saxons aux casques à pointe et aux uniformes vert sombre, ou encore des Hessois aux uniformes vert clair. Guillaume II, qui vient régulièrement dans la cité lorraine pour inspecter les travaux d’urbanisme et ceux des forts de Metz n’hésite pas à déclarer : « Metz et son corps d’armée constituent une pierre angulaire dans la puissance militaire de l’Allemagne, destinée à protéger la paix de l’Allemagne, voire de toute l’Europe. »

## Construction et aménagements
La caserne Riberpray est construite à la fin du XIXe siècle, à Metz. À l’époque, elle est destinée à l’infanterie. L'architecte choisit le Rundbogenstil pour l'ensemble des bâtiments.

## Affectations successives
Les bâtiments servent de lieu de casernement pour la garnison allemande jusqu’en 1918. Le Pionier-Bataillon Nr. 16 y a ses quartiers avant guerre. La Pionier-Kaserne, occupée par l’armée française à partir de 1919, est rebaptisée « Riberpray » en l'honneur du général de brigade Georges Riberpray (1861-1917), tué sur le front. Le 9e régiment du génie y prend ses quartiers en 1920. En juin 1940, l’armée allemande réinvestit la caserne, rebaptisée « Mudra-Kaserne » en l’honneur de l’ancien gouverneur de Metz Bruno von Mudra. En novembre 1944, l’armée française reprend ses quartiers dans la caserne. 
Aujourd’hui, la caserne est utilisée comme siège de la préfecture de la zone de défense et de sécurité Est.

## Seconde Guerre mondiale
Fin août 1944, au début de la bataille de Metz, le commandement allemand intègre la caserne Mudra au dispositif défensif mis en place autour de Metz. Le 2 septembre 1944, Metz est déclarée forteresse du Reich par Hitler. La place forte doit donc être défendue jusqu’à la dernière extrémité par les troupes allemandes, dont les chefs ont tous prêté serment au Führer. L’offensive américaine, lancée le 7 septembre 1944 sur la ligne ouest des forts de Metz tourne court. Les troupes américaines s’arrêtent finalement sur la Moselle, malgré la prise de deux têtes de ponts au sud de Metz. Buttant contre des forts mieux défendus qu’elles ne le pensaient, les troupes américaines sont maintenant à bout de souffle. Lorsque les hostilités reprennent début novembre 1944, après un mois pluvieux, les soldats de la 462e Volks-Grenadier-Division tiennent toujours solidement les forts de Metz.
En guise de prélude à l’offensive sur Metz, le 9 novembre 1944, l’Air Force envoie pas moins de 1 299 bombardiers lourds B-17 et B-24 déverser 3 753 tonnes de bombes, de 1 000 à 2 000 livres, sur les ouvrages fortifiés et les points stratégiques situés dans la zone de combat de la IIIe armée. La plupart des bombardiers ayant largué leurs bombes sans visibilité, à plus de 20 000 pieds, les objectifs militaires ont souvent été manqués. L’offensive reprend immédiatement, ne laissant aucun répit aux défenseurs allemands. Au soir du 17 novembre 1944, les forces américaines, ayant réussi à isoler la plupart des forts de Metz, attaquent maintenant la ville de Metz. Les FFI, « héros de la dernière heure », sortent maintenant de l’ombre.
La situation est critique pour le général Kittel, commandant de la place forte de Metz. Ayant établi son quartier général dans la caserne Riberpray, Kittel attend maintenant, arme au poing, le dénouement d’une situation qu’il sait désespérée. Blessé au cours des combats qui suivent, le commandant de la 462e Volksgrenadier division est évacué vers un l’hôpital de campagne installé dans les sous-sols de la manufacture des tabacs. Ses hommes résistent encore face à la déferlante de la 95e Division américaine. Dotée de véhicules blindés et de pièces d’artillerie de 90 mm, les troupes américaines pilonnent maintenant la caserne, ne laissant aucune chance à ses défenseurs. Après de rapides négociations, les derniers défenseurs du secteur se rendent dans la journée du 22 novembre 1944. Bien que l’ensemble de la ville soit maintenant prise par les forces américaines, les derniers forts isolés au nord et à l’ouest de la ceinture fortifiée de Metz continuent à résister, conformément à l’ordre de Hitler.